# 里卡多·埃斯特维斯
里卡多·埃斯特维斯（Ricardo Esteves，1979年9月16日—），是一名葡萄牙职业足球运动员，司职边后卫，也可以踢边前卫位置。

## 俱乐部生涯
埃斯特维斯曾经在1999年加盟葡萄牙豪门本菲卡，但他大部分时间都是在预备队或出租在外，仅为球队在联赛中出场10次。2002年1月他被本菲卡解约后转投葡萄牙足球超级联赛球队布拉加，之后又先后效力于国民、费雷拉、马里迪莫，意大利球队雷吉纳、维琴察以及希腊球队特里波利斯阿斯特拉斯等。
2010年1月，埃斯特维斯受葡萄牙教练内罗·文加达邀请第一次前往亚洲，转会加盟K联赛球队FC首尔，他在和大田市民的比赛中首次代表球队在正式比赛亮相，并在比赛中射进一球。虽然他为球队11次出场射进4球，但依然在6月份和球队解约，之后他回到马里迪莫。
2010/11赛季结束后，埃斯特维斯离开马里迪莫队，成为自由球员。2012年1月6日，埃斯特维斯和中国足球超级联赛球队大连实德签订一份1+1的合同，再次和文加达会合。 3月10日，埃斯特维斯在2012赛季中超联赛第一轮取得进球，但大连实德以1比2不敌长春亚泰。